# Larisa Turchinskaya
Larisa Turchinskaya (Unión Soviética, 29 de abril de 1965) fue una atleta soviética, especializada en la prueba de heptalón en la que llegó a ser subcampeona mundial en 1987.

## Carrera deportiva
En el Mundial de Roma 1987 ganó la medalla de plata en la competición de heptalón, con un total de 6564 puntos, quedando en el podio tras la estadounidense Jackie Joyner-Kersee y por delante de otra estadounidense Jane Frederick.